# Avery Brundage
Avery Brundage (Detroit (Michigan), 28 september 1887 - Garmisch-Partenkirchen, 8 mei 1975) was een Amerikaans atleet, sportbestuurder en kunstverzamelaar. Hij was de vijfde voorzitter van het Internationaal Olympisch Comité (1952-1972).

## Achtergrond
Brundage studeerde in 1909 af in de civiele techniek aan de Universiteit van Illinois. Enkele jaren later begon hij zijn eigen bedrijf, Avery Brundage Company, dat tot 1947 actief was in de bouw in en om Chicago.

## Sportcarrière
Hij was een veelzijdig atleet en deed mee aan de Olympische Spelen van 1912 in Stockholm in de nummers moderne vijfkamp (6e plaats) en tienkamp (16e plaats). Hij werd Amerikaans kampioen all-round in de jaren 1914, 1916 en 1918.

## Sportbestuurder
In 1928 werd Avery Brundage voorzitter van de Amerikaanse Atletiekbond (AAU), in 1929 voorzitter van het Amerikaans Olympisch Comité (USOC), en in 1930 vicevoorzitter van de Internationale Atletiekfederatie (IAAF).
Als voorzitter van het Amerikaans Olympisch Comité keerde Brundage zich tegen een boycot van de Olympische Spelen in Berlijn, ondanks de behandeling van Joden in het Derde Rijk onder Adolf Hitler. Brundage werd in 1936 lid van het Internationaal Olympisch Comité, nadat Ernest Lee Jahncke, die atleten had opgeroepen de Berlijnse Spelen te boycotten, was geroyeerd door ditzelfde IOC.
Tijdens de Spelen van 1936 werden de enige twee Joodse atleten van het Amerikaanse atletiekteam vervangen door Jesse Owens en Ralph Metcalfe. Brundage wilde voorkomen, dat Hitler in verlegenheid zou worden gebracht door een Joodse overwinning tijdens de 4 x 100 m estafette.
In hetzelfde jaar prees hij het naziregime in Duitsland tijdens een toespraak, en in 1941 werd hij uit de America First Committee gezet wegens zijn nazisympathieën. Het IOC had hier echter geen problemen mee: in 1942 werd Brundage vicevoorzitter en toen IOC-voorzitter Sigfrid Edström in 1952 stopte, volgde Brundage hem op.

## Voorzitter IOC
Tijdens zijn voorzitterschap werkte Brundage elke vorm van professionaliteit op de Olympische Spelen tegen, ook toen verschillende sportbonden daarin al wat losser werden. Dit leidde tot bizarre taferelen, zoals het uitsluiten van de Oostenrijkse skiër Karl Schranz voor de winterspelen van 1972 (Sapporo), op beschuldiging van 'professionaliteit'.
Zijn meest omstreden beslissing nam hij in 1972, na het bloedbad tijdens de Spelen van München: hij liet de Spelen doorgaan, hetgeen hij aankondigde met de woorden: "The Games must go on!" ('De Spelen moeten doorgaan'). Na de Olympische Spelen van 1972 trok Brundage zich terug en werd hij opgevolgd door Lord Killanin.

## Kunstverzameling
Naast zijn activiteiten in de sport was Brundage ook verzamelaar van Aziatische kunst. Zijn collectie schonk hij aan de stad San Francisco. De collectie van het Asian Art Museum in San Francisco bestaat nog altijd voor de helft uit materiaal van zijn verzameling.

## Onderscheidingen
Avery Brundage werd onder andere onderscheiden met het Grootkruis in de Orde van de Heilige Schatten van Japan.
Demetrius Vikelas (Griekenland, 1894-1896) · Pierre de Coubertin (Frankrijk, 1896-1925) · Godefroy de Blonay (Zwitserland, 1916-1919) · Henri de Baillet Latour (België, 1925-1942) · Sigfrid Edström (Zweden, 1942-1952) · Avery Brundage (Verenigde Staten, 1952-1972) · Lord Killanin (Ierland, 1972-1980) · Juan Antonio Samaranch (Spanje, 1980-2001) · Jacques Rogge (België, 2001-2013) · Thomas Bach (Duitsland, 2013-heden)
- Bibsys: 99064104
- CiNii: DA03175408
- Gemeinsame Normdatei: 118516078
- International Standard Name Identifier: 0000 0000 7999 9814
- Library of Congress Control Number: n50039756
- Bibliotheek van het Japanse parlement: 00434634
- Nationale bibliotheek van Australië: 36577161
- Nationale Bibliotheek van Israël: 987007457345205171
- Nationale en Universitaire bibliotheek Zagreb: 000578942
- Nederlandse Thesaurus van Auteursnamen: 070786488
- SNAC: w6846h6v
- Système universitaire de documentation: 162371489
- Virtual International Authority File: 64798668
- WorldCat: E39PBJpdT3Q8JPDVJg9kJqX8G3